# Arsandschan (Verwaltungsbezirk)
Arsandschan (persisch شهرستان ارسنجان) ist ein Schahrestan in der Provinz Fars im Iran. Er enthält die Stadt Arsandschan, welche die Hauptstadt des Verwaltungsbezirks ist. 

## Kreise
- Zentral (بخش مرکزی)

## Demografie
Bei der Volkszählung 2016 betrug die Einwohnerzahl des Schahrestan 42.725. Die Alphabetisierung lag bei 89 Prozent der Bevölkerung. Knapp 41 Prozent der Bevölkerung lebten in urbanen Regionen.
| Zensusjahr | Einwohnerzahl |
| ---------- | ------------- |
| 2011       | 41.476        |
| 2016       | 42.725        |